# Emporium, Pennsylvania
Emporium är administrativ huvudort i Cameron County i delstaten Pennsylvania. Enligt 2010 års folkräkning hade Emporium 2 073 invånare.